# Parasystoechus rufoanalis
Parasystoechus rufoanalis är en tvåvingeart som först beskrevs av Macquart 1850.  Parasystoechus rufoanalis ingår i släktet Parasystoechus och familjen svävflugor. Inga underarter finns listade i Catalogue of Life.